# Shuar
Los shuar son un pueblo indígena que habita en la Amazonía ecuatoriana y peruana. Son famosos por su habilidad en la caza y por su tradición de reducción de cabezas, conocida como tzantsa.
La lengua shuar pertenece a la familia lingüística jívaroana y es hablada por más de 50 000 personas en la región. Los shuar son conocidos por su habilidad en la guerra, tanto en la defensa de sus territorios como en la ofensiva contra enemigos externos. En la actualidad, muchos shuar viven en comunidades organizadas en torno a la agricultura y la caza, aunque también hay algunos que trabajan en la minería y la industria maderera.

## Territorio
El territorio tradicional no está bien delimitado, por lo que se supone que se encuentra por las estribaciones de la cordillera hacia el oeste hasta las cuencas de los ríos Pastaza, Napo, Upano, Zamora, así como por parte de los tributarios del Morona que se encuentran en Ecuador. Sin embargo, también hay grandes concentraciones de shuar en territorio peruano, al norte de sus departamentos amazónicos.[cita requerida]
Ni el Imperio inca ni el español lograron controlar este territorio. En 1490 rechazaron a los incas y en 1549 hicieron fracasar las primeras incursiones españolas. En 1599, los shuar dirigidos por Kirup expulsaron definitivamente de su territorio a los españoles, quienes les dieron el nombre de jíbaros como sinónimo de salvajes por la práctica tzantsa.

## Economía
La economía se basa principalmente en la horticultura itinerante de tubérculos, complementada con la caza, pesca y la recolección de frutos e insectos. Utilizaban el sistema de tuculo de roza y quema. Cultivaban yuca, "papa china", camote, maní, maíz, palma de chonta y plátano. El cuidado de la parcela y también la recolección, la preparación de la chicha y la cocina le corresponden a la mujer; la caza y la pesca al hombre.
En la actualidad la mayoría del territorio tradicional de caza está siendo sustituido por pastizales para ganadería, lo que ha traído como consecuencia el agotamiento progresivo del suelo y una menor disponibilidad de tierras. Esto ha ocasionado la implantación de un patrón de asentamiento sedentario, el mismo que está produciendo cambios en su sistema socioeconómico.
En los últimos años, para los shuar del Ecuador, la principal amenaza es la afectación de sus territorios por la expansión de la frontera petrolera, la minería, y para muchos expertos proyectos tipo REDD+. Estos últimos estarían violando sus derechos ancestrales de uso de sus bosques. [cita requerida]
Tradicionalmente el asentamiento fue disperso, zonificado de acuerdo a las relaciones de parentesco. Actualmente se integran a la estructura político administrativa de la Federación Shuar, y otras organizaciones como FINAE, OSHE, FIPSE, CISAE. Hay varias unidades llamadas "centros", vinculados en torno a una zona comunal, que es la plaza donde funcionan servicios tales como escuela, capilla centro de salud, campos de juego y lugar de reuniones sociales. Su territorio está delimitado por el número de familias que conforman y es reconocido por las autoridades.[cita requerida]

## Creencias

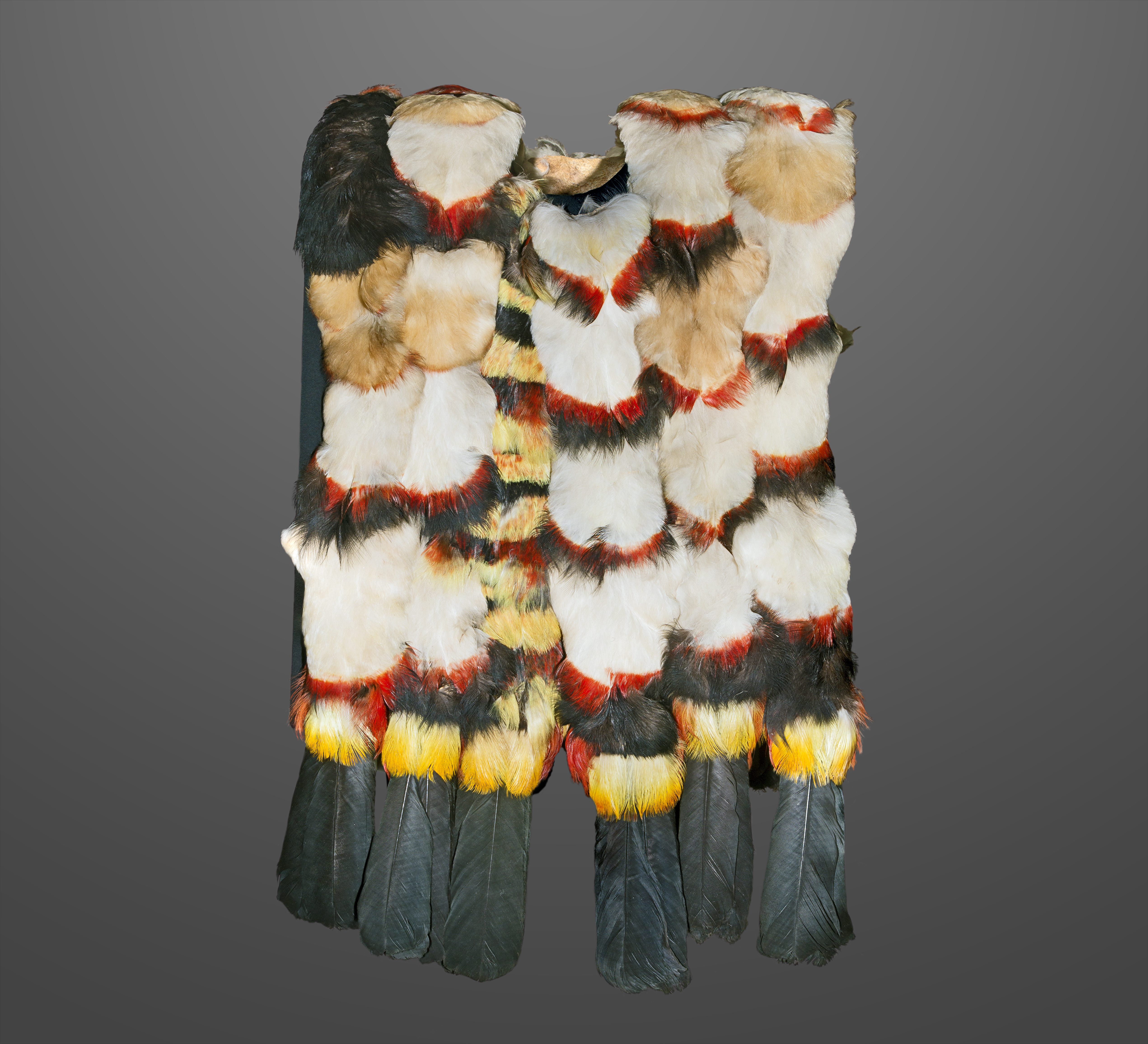
Túnica de plumas de tucán.

La mitología shuar está vinculada a la naturaleza y a las leyes del Universo, y se manifiesta en una amplia gama de seres superiores relacionados con fenómenos tales como la creación del mundo, la vida, la muerte, y las enfermedades. Los principales son Etsa que personifica el bien en lucha contra el mal Iwia, que siempre están en continua lucha para vencer el uno sobre el otro; Shakaim de la fuerza y habilidad para el trabajo masculino; Tsunki, ser primordial del agua, trae la salud; Nunkui causa la fertilidad de la chacra y de la mujer. Ayumpum ser sobrenatural que transporta los cuerpos de los shuar que murieron de una manera heroica y gloriosa, al mundo de los dioses.[cita requerida]
En el cultivo de la huerta, daban el poder del crecimiento de las plantas a Nunkui, quien además se encargaba de enseñar a la mujer Shuar a sembrar. Pero se necesita concretar el poder de Nunkui a través de ritos, trayendo al presente las fuerzas creadoras, para que la chacra rinda sus frutos. Creen en la selva llena de espíritus habitando en las cascadas o en las orillas de los ríos. [cita requerida]
El gran mundo espiritual de los shuar es repetitivo. No creen en que el ser humano tenga un final. Creen que luego de nacer y cumplir su vida, no llegan a un estado permanente con la muerte sino que su espíritu, Arútam, es recibido por otro ser humano que puede ser su hijo o su nieto, quien cumple nuevamente otro ciclo vital, así en forma indefinida. [cita requerida]
El Arútam es considerado como un espíritu clave para los varones, porque creen les da más potencia y fuerza. Piensan que quien posee un Arútam, no puede morir sino de enfermedades contagiosas. Los niños comienzan a buscar este espíritu en la selva desde los seis años de edad. En la cultura de la selva, los elementos de la Naturaleza guían la vida de sus habitantes.[cita requerida]
La palma de chonta, su fruto maduro, representa el mito del Uwi. Este señala la estación de la abundancia en la selva. En la cosecha de sus frutos se celebran rituales con ruegos a Uwi. Piden que fermente la chicha de chonta, dé fertilidad a los animales, a las plantas y vitalidad al hombre. El Shamán, llamado Uwishin, es una especie de sacerdote mediador con el mundo sobrenatural y a la vez es un líder político. La secuencia del día y la noche en la mitología de los shuar la relacionan con la victoria.[cita requerida]

### Reducción de cabezas

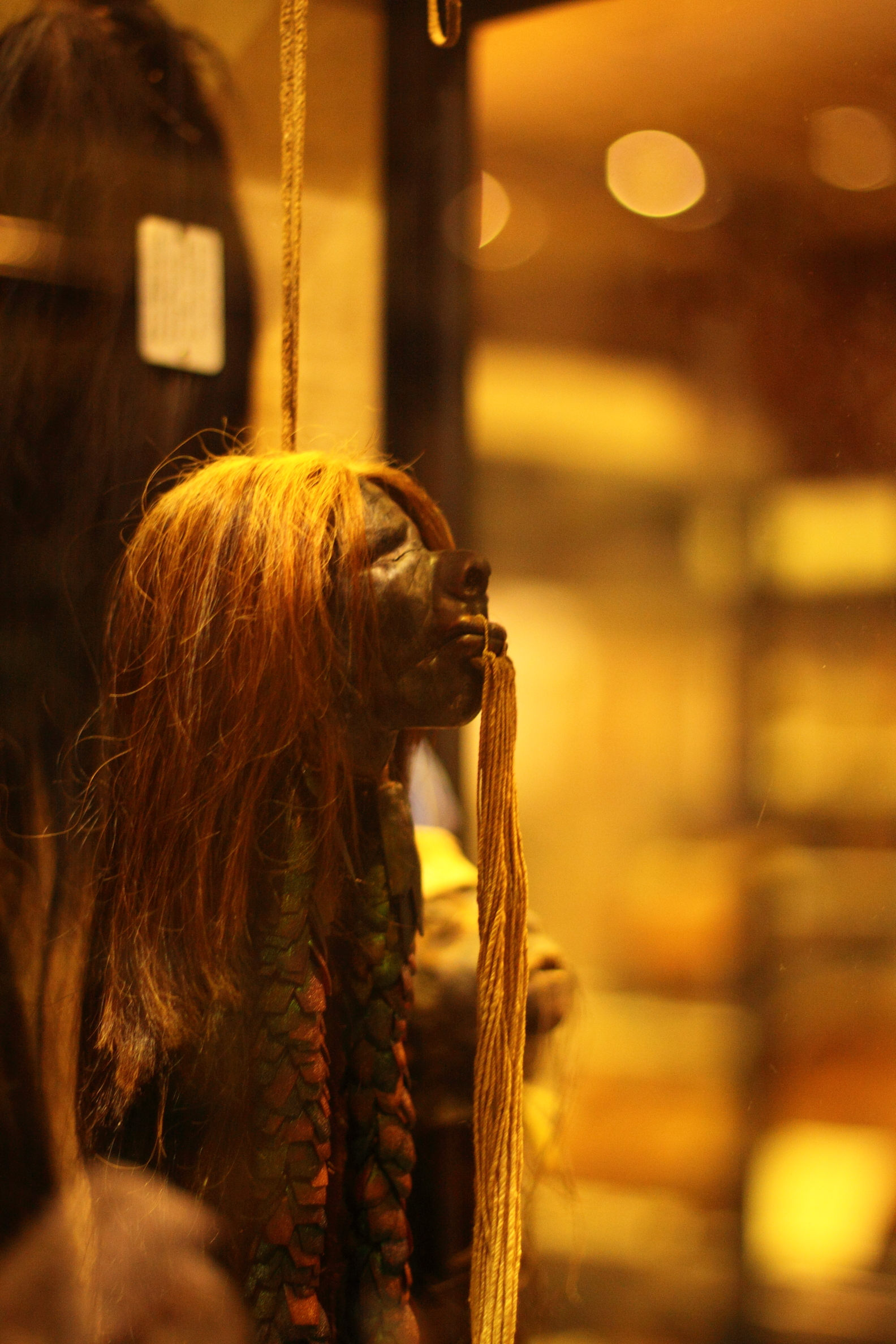
Tzantza o cabeza reducida en el Museo Pitt Rivers, Oxford.

La reducción de cabezas es una tradición ancestral Shuar y tiene gran simbolismo. Cuando se enfrentan dos tribus Shuar por territorio o por otros motivos, el jefe vencedor toma la cabeza del jefe perdedor y procede a la reducción de su cabeza. El jefe Shuar se encarga de hacer la tsantsa totalmente solo, en profunda meditación y ayuno. Los miembros de la tribu vencida pasan a ser parte de la tribu vencedora, sin que haya repudio o discriminación. [cita requerida]
Para la reducción de la cabeza, los Shuar primero cortan la cabeza de su adversario. Luego, con un cuchillo, hacen un corte desde la nuca al cuello, tiran de la piel y la desprenden del cráneo, desechando el cerebro, ojos y demás partes blandas, además de los huesos.[cita requerida]
El siguiente paso es meter la piel en agua hirviendo, a la que le añaden jugo de liana y otras hojas, lo cual evita el desprendimiento del cabello. Mantienen la cabeza sumergida durante unos quince minutos, ya que si lo hicieran más tiempo la cabeza podría ablandarse demasiado y posiblemente pudrirse.[cita requerida]
A continuación, retiran la cabeza del agua; en ese momento está reducida a la mitad del tamaño original, y dejan que se seque. Una vez seca, raspan la piel por dentro para quitar restos de carne, y evitar el mal olor y la putrefacción; finalmente la frotan por dentro y por fuera con aceite de Charapa.[cita requerida]
Se cose el corte realizado en la nuca. También cosen los ojos y la boca, quedando la cabeza como una bolsa, a la que introducen una piedra del tamaño de un puño o el volumen equivalente en arena caliente.[cita requerida]
Finalmente, la cuelgan sobre el fuego para secarla poco a poco con el humo, a la vez que van dando forma al cuero con una piedra caliente. En este proceso la cabeza termina de reducirse. Después, retiran la piedra o la arena y tiñen la piel de negro. Tras el proceso, la cabeza reducida termina teniendo el tamaño aproximado de un puño, es decir la tercera o cuarta parte de su tamaño original.[cita requerida]
La práctica de este ritual fue prohibida hace 50 años y los shuar ahora luchan por borrar la fama de guerreros salvajes.